# Hearteater
Hearteater è un singolo del rapper statunitense XXXTentacion, pubblicato il 22 ottobre 2019 dalla Empire Distribution e Bad Vibes Forever, come secondo estratto dell'album in studio Bad Vibes Forever.

## Antefatti
Il 18 marzo 2018, due giorni dopo l'uscita del suo secondo album in studio ?, XXXTentacion ha chiesto ai suoi fan di far ottenere 30.000 follower alla pagina Instagram di un'organizzazione di beneficenza di Miami. In cambio, ha promesso di pubblicare una canzone che non è stata inserita nella tracklist finale di ?. Il 20 marzo pubblica Hearteater su SoundCloud.

## Pubblicazione
Durante un'intervista dell'agosto 2019, dopo la morte di XXXTentacion nel giugno 2018, il suo manager Solomon Sobande ha rivelato che la canzone sarebbe stata inclusa nel quarto album in studio Bad Vibes Forever. Il 22 ottobre, Hearteater viene pubblicato su tutte le piattaforme di musica come secondo singolo estratto dall'album.

## Promozione

### Video musicale
Il management di XXXTentacion pubblicò un teaser del video musicale sul canale YouTube del rapper il 18 ottobre 2019: in esso compare Geneva Ayala, ex ragazza di Onfroy che lo accusò per abusi sessuali. Il video, pubblicato il 25 ottobre 2019, segue il volere di XXXTentacion, dato da una nota vocale risalente al 12 aprile 2018: 
(XXXTentacion, 2018)
Diretto da James “JMP” Pereira, presenta Geneva Ayala sotto-forma di hearteater, ("mangiatrice di cuori"), mentre mangia gli organi di un uomo steso a terra, presumibilmente XXXTentacion. Successivamente smetterà di mangiarlo, alzandosi e mostrando il suo corpo nudo ricoperto di sangue. A fine video, i ruoli sono invertiti: l'uomo è l'hearteater, e la donna è stesa a terra.

## Tracce
1. Hearteater – 2:16 (testo: Jahseh Onfroy – musica: John Cunningham, Robert Soukiasyan)